# Tahoka
Tahoka és una població dels Estats Units a l'estat de Texas. Segons el cens del 2000 tenia 2.910 habitants.

## Demografia
Segons el cens del 2000, Tahoka tenia 2.910 habitants, 1.063 habitatges, i 783 famílies. La densitat de població era de 468,1 habitants per km².
Dels 1.063 habitatges en un 39,6% hi vivien nens de menys de 18 anys, en un 54,5% hi vivien parelles casades, en un 15,6% dones solteres, i en un 26,3% no eren unitats familiars. En el 25,4% dels habitatges hi vivien persones soles el 14,7% de les quals corresponia a persones de 65 anys o més que vivien soles. El nombre mitjà de persones vivint en cada habitatge era de 2,7 i el nombre mitjà de persones que vivien en cada família era de 3,22.
Per edats la població es repartia de la següent manera: un 32% tenia menys de 18 anys, un 7,3% entre 18 i 24, un 26% entre 25 i 44, un 19,5% de 45 a 60 i un 15,2% 65 anys o més.
L'edat mediana era de 35 anys. Per cada 100 dones de 18 o més anys hi havia 85,6 homes.
La renda mediana per habitatge era de 23.214 $ i la renda mediana per família de 30.200 $. Els homes tenien una renda mediana de 29.293 $ mentre que les dones 20.346 $. La renda per capita de la població era de 13.145 $. Aproximadament el 21,6% de les famílies i el 24,2% de la població estaven per davall del llindar de pobresa.

## Poblacions més properes
El següent diagrama mostra les poblacions més properes.